# Nordsalling-Fur Pastorat
Nordsalling-Fur Pastorat er et pastorat i Salling Provsti, Viborg Stift med de otte sogne:
| Sogn          | Herred (tidl.) | Tidligere kommune   | Kirke          |
| ------------- | -------------- | ------------------- | -------------- |
| Fur Sogn      | Harre Herred   | Sundsøre Kommune    | Fur Kirke      |
| Glyngøre Sogn | Harre Herred   | Sallingsund Kommune | Glyngøre Kirke |
| Junget Sogn   | Nørre Herred   | Sundsøre Kommune    | Junget Kirke   |
| Selde Sogn    | Nørre Herred   | Sundsøre Kommune    | Selde Kirke    |
| Sæby Sogn     | Harre Herred   | Sallingsund Kommune | Sæby Kirke     |
| Thorum Sogn   | Nørre Herred   | Sundsøre Kommune    | Thorum Kirke   |
| Vile Sogn     | Harre Herred   | Sallingsund Kommune | Vile Kirke     |
| Åsted Sogn    | Harre Herred   | Sundsøre Kommune    | Åsted Kirke    |

## Historie
I 1970–2006 lå pastoratets sogne i Sallingsund og Sundsøre kommuner. Før 1970 lå de i Harre og Nørre herreder i Viborg Amt.
Mellem 1842 og 1970 var sognene delte mellem de fire sognekommuner: Nautrup-Sæby-Vile (med Glyngøre), Selde-Åsted, Fur og Junget-Thorum.
Oprindeligt var hver sognekommune ét pastorat. I 1924 blev Nautrup-Sæby-Vile delt i Glyngøre- Sæby og Nautrup-Vile pastorater. I 1969 blev Glyngøre-Sæby-Vile Pastorat oprettet, mens Nautrup kom til det nye Durup-Tøndering-Nautrup Pastorat. 